# Monte Kay
(Miles Davis)
Monte Kay (New York, 18 settembre 1924 – Los Angeles, 25 maggio 1988) è stato un produttore discografico e produttore televisivo statunitense, fondatore e proprietario del famoso jazz club Birdland.
Kay fu una figura di spicco sulla scena jazz di New York negli anni cinquanta, produttore - spesso in associazione con il famoso disc jockey Symphony Sid - di diversi concerti e di molti giovani musicisti.  Come direttore artistico del Royal Roost convinse il proprietario, Ralph Watkins ad ospitare la Tuba Band, il nonetto con cui Miles Davis condusse il progetto di Birth of the Cool.
Dopo aver fondato il club Birdland nel 1949, Kay fu anche produttore per molti protagonisti del jazz del periodo, tra cui  Herbie Mann, Stan Getz, Sonny Rollins e il Modern Jazz Quartet. In quegli anni sposò in prime nozze (1956-1963) l'attrice televisiva Diahann Carroll
Negli anni successivi egli divenne anche il produttore del comico Flip Wilson e il produttore del suo show televisivo The Flip Wilson Show. 
Monte Kay morì a 63 anni, di attacco cardiaco.